# Bucumolol
Bucumolol es una betabloqueador.